# Heini Otto
Hendrikus Heini Otto (Amsterdã, 24 de agosto de 1954) é um ex-futebolista neerlandês, que atuava como meia-atacante.

## Carreira
Heini Otto representou a Seleção Neerlandesa de Futebol que disputou a Eurocopa de 1980.

## Ligações Externas
- Perfil em FIFA.com (em inglês)